# 116 (banda)
A 116, anteriormente 116 Clique, é um coletivo de Hip hop cristão Sul-americano com origem na cidade de Dallas, Texas, assinado pela Reach Records, com sede em Atlanta. O coletivo apresenta uma grande variedade de estilos contemporâneos de hip hop, desde chopped and screwed, trap até Hip hop latino. A 116 Clique recebeu o nome do versículo da Bíblia Romanos 1:16: "Porque não tenho vergonha do evangelho: porque é o poder de Deus para a salvação para todo aquele que crê; primeiro para o judeu, e também para o gentil". Para eles isso significa reconhecer o poder do evangelho e o chamado divino para proclamá-lo em todas as áreas de sua vida. "Nós podemos sacrificar as nossas vidas para servir e glorificar a Deus em tudo o que nós fazemos".